# Bob Bendetson
Bob Bendetson is een Amerikaans scenarioschrijver en producer. Hij heeft geschreven voor vele televisieseries, waaronder Alf, Home Improvement en twee afleveringen The Simpsons. Hij heeft een vrouw en twee kinderen.

## Filmografie

### Schrijver
- 2008 Big Bug Man
- 2001-2002 The Simpsons
- 1997 Teen Angel
- 1996 Bunk Bed Brothers
- 1991, 1993-1999 Home Improvement
- 1989, 1992 Coach
- 1988 Newhart
- 1988 Mutts
- 1986-1987 Alf
- 1985 What's Happening Now!!
- 1984 Alice
- 1982 Newhart (TV)
- 1981 The Jeffersons

### The Simpsons
- Simpsons Tall Tales
- Blame It on Lisa

## Prijzen
- 2003: Writers Guild of America Award-nominatie: Animation for The Simpsons
- 1994: Emmy Award-nominatie: Outstanding Comedy Series for Home Improvement
- 1990: Emmy Award-nominatie: Outstanding Writing in a Comedy Series for Newhart